# RCTV
RCTV (acrónimo de Radio Caracas Televisión) fue un canal de televisión abierta venezolano fundado el 15 de noviembre de 1953 por el empresario y explorador William Phelps Tucker, siendo propiedad de Empresas 1BC. Su señal de aire no fue renovada por el gobierno de Hugo Chávez en 2006, finalizando así sus transmisiones el 27 de mayo de 2007.
Fue el tercer canal más antiguo del país, y al momento de su cierre en 2007 era la televisora de mayor trayectoria tras las desapariciones de Televisora Nacional (fundada en 1952 y cerrada en 1992) y TeleVisa (fundada en 1953 y cerrada en 1960, aunque su rival Venevisión reclama ser su continuadora).
Fue miembro de la Organización de Telecomunicaciones de Iberoamérica y de la Alianza Informativa Latinoamericana.

## Historia

### Antecedentes y la inauguración de la planta
RCTV fue auspiciada por la Corporación Radiofónica de Venezuela (Coraven), empresa propiedad de William H. Phelps Jr., el Grupo Phelps y la estadounidense RCA. Esta fue la segunda cooperación entre Phelps y RCA después de introducir la radio en Venezuela en 1930 a través de la emisora 1 Broadcasting Caracas o 1BC, hoy conocida como RCR.
El 12 de agosto de 1952, la empresa remitió una carta a Eduardo Arriaga Barreto, entonces Director de Telecomunicaciones del Ministerio de Transporte y Comunicaciones, solicitando el permiso para instalar la emisora de televisión.
El 20 de septiembre de 1952, el mencionado funcionario contestó aprobando la solicitud y estableciendo su cobertura en el área metropolitana de Caracas, en el canal 7, con imágenes de 625 líneas y 25 imágenes/segundo correspondientes al hoy denominado Sistema N de la UIT.
Conseguido el permiso, el 18 de agosto de 1953 se establece la sociedad con la denominación de Radio Caracas Televisión, S.A. durante el gobierno del general Marcos Pérez Jiménez. En el mes de septiembre, comienzan los ensayos de transmisión y se inaugura oficialmente el 15 de noviembre.
Para el estreno de la planta se transmite el encuentro entre las novenas de Cuba y Venezuela por el XIV Campeonato Mundial de Béisbol Amateur realizado el 8 de octubre en el recién fundado Estadio de la Ciudad Universitaria de Caracas.
El 16 de noviembre se transmite el ballet Las Sílfides, con el Ballet Nena Coronil. El primer programa que se lanza al aire es el musical "Fiesta". El segundo, fue una versión televisiva de la revista venezolana El Farol que lleva el mismo nombre; y después, un espacio dirigido por la actriz y presentadora Peggy Walker en el que se presenta una actuación del cantante, tenor y compositor Alfredo Sadel.
Los primeros directivos de la televisora fueron los empresarios José Marcano Coello, Peter Bottome, Armando Enrique Guía, Guillermo Tucker Arismendi, William H. Phelps y Antonio Ortol.

### Década de 1950

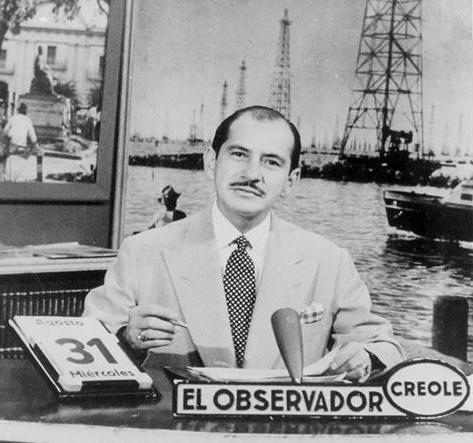
El Observador Creole fue transmitido desde 1953, conducido por Francisco Amado Pernía.

El 16 de noviembre de 1953 salió al aire el primer noticiero regular de la televisión Venezolana. Se llamó El Observador Creole el cual absorbió "El noticiero Lara", y estuvo en pantalla casi 20 años, bajo la conducción del locutor venezolano Francisco Amado Pernía. Este noticiero recibe el nombre de "creole", junto a otros programas, debido al patrocinio de la empresa Creole Petroleum Corporation. La planta televisiva comienza a presentar espacios de teleteatro tales como Kaleidoscopio, Teatro del lunes, Gran teatro, Ciclorama, Cuentos del Camino y Candilejas.
En 1954 surge el primer programa cultural de la planta, denominado Anecdotario, con el fin de representar teatralmente grandes obras de la literatura universal. Poco antes de cumplir un año en el aire, RCTV hace la cobertura en vivo de la inauguración del Hotel Tamanaco. El canal incrementó el número de horas de transmisión al aire, iniciando su programación desde el mediodía y más adelante desde la mañana, mientras el resto de los canales existentes solo transmitía en horas de la noche. Internamente, incrementó la cantidad de estudios, equipos, personal capacitado para laborar tanto en la parte técnica como en la parte administrativa, así como también en la artística.
El Show de las Doce, conducido por Víctor "El Tío" Saume bajo el patrocinio de Lucky Strike, se convirtió no solo en la primera revista de variedades del país, sino también en furor de sintonía en el mediodía, un horario de consumo audiovisual hasta entonces desacostumbrado para los televidentes.
En esta misma etapa se inscribe también La perfecta ama de casa con Ana Teresa Cifuentes, el programa pionero de todos los espacios de cocina, consejos para el hogar y manualidades que se han transmitido en Venezuela desde 1954 hasta hoy. Ese año la estación presenta su primera telenovela bajo el auspicio de la marca de jabón Camay, llevando también ese nombre, de 15 minutos de duración, realizada en vivo. Le siguieron Palmolive (1956), La Única (1957) y La novela LM (1957). Uno de los programas de orquesta más famosos fue "La Media Jarra Musical", que presentaba Luis Alfonzo Larrain al frente de su banda. En el mes de diciembre de 1954, RCTV empezó a transmitir simultáneamente a través de los canales 2 y 7 en Caracas y sus alrededores.
En 1955, la planta presenta un noticiero matutino presentada por el locutor y productor televisivo Renny Ottolina, llamado Lo de hoy. Ese año, RCTV comienza a transmitir exclusivamente para Caracas por el canal 2, desde una planta ubicada en la urbanización La Colina. En el mes de julio se prestan los primeros servicios regulares de RCTV para el interior del país. Fue instalada una antena repetidora en Altamira, al sur del Lago de Valencia con el fin de cubrir, a través del canal 7, Valencia, Maracay y las poblaciones vecinas. Más tarde, RCTV pone en funcionamiento la antena repetidora de Curimagua, estado Falcón, para que la señal llegue a todo el estado y las Antillas Neerlandesas de Aruba, Curazao y Bonaire, a través del canal 10. Es la primera cobertura internacional de la emisora.
En el mes de marzo de 1956 comienzan las operaciones de la estación repetidora de Isla de Toas, a través de la cual llega, por el canal 2, la señal de RCTV al estado Zulia. En septiembre, RCTV instala una antena en la población de Pariata para prestar sus servicios al Litoral Central. En 1957, RCTV amplió su cobertura a nivel nacional.
En enero de 1957 RCTV mejora las instalaciones de Curimagua y logra ofrecer una señal ininterrumpida para Falcón y las Antillas Neerlandesas, además de prestar sus servicios desde Isla de Toas para el estado Zulia y los campos petroleros. El canal hace lo mismo con el estado Lara a través del canal 3, transmitiendo desde el cerro El Manzano, en Barquisimeto. El 31 de octubre, RCTV presta sus primeros servicios desde el sector Vidoño en Puerto La Cruz para cubrir la región nororiental por el canal 3.

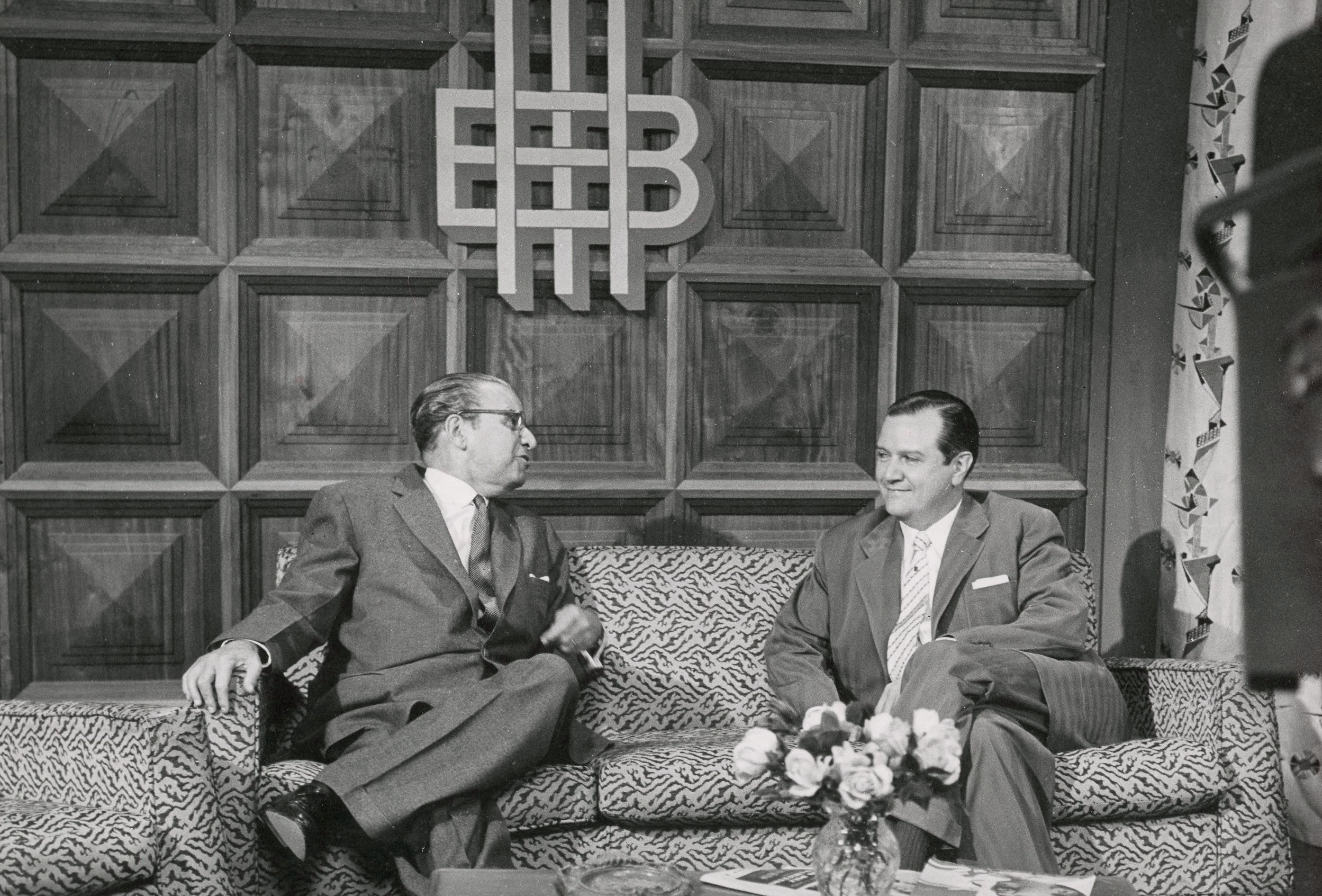
Rafael Caldera entrevistado por Mariano Picón Salas en el programa de RCTV, La Hora Nacional.

En 1958 sale al aire el primer programa de El Show de Renny, en el cual Renny Ottolina incorporó diversos elementos novedosos para la época, como un cuerpo de baile, jingles de identificación y propagandas transmitidas en vivo. En un período de inestabilidad política y económica marcado por la caída de Pérez Jiménez es presentado el espacio de opinión La Voz de la Revolución, dando de este modo, nacimiento a este formato en la TV nacional. También en 1958, la empresa incursiona en los programas humorísticos, al contratar a Tito Martínez del Box, libretista y productor argentino, quien inicia La Gran Cruzada del Buen Humor, dentro del Show de las 12 y que, al año siguiente, cambió su nombre por Radio Rochela siendo presentado como espacio independiente.
En los programas de variedades actuaron artistas como Pedro Infante, Libertad Lamarque, Pedro Vargas, Nat King Cole, Benny More, Celia Cruz, Kiko Mendive, Adilia Castillo, Alfredo Sadel, Conny Mendez, Magdalena Sánchez, Héctor Cabrera, Néstor Zavarce, Héctor Monteverde, Héctor Murga, Lia Toussaint, Carlos Almenar Otero, Mario Suárez, Juan Vicente Torrealba, Aldemaro Romero, Lila Morillo, Mirla Castellanos y Cherry Navarro, entre muchos otros.

### Década de 1960
A raíz de la quiebra de Televisa (en 1960) se produce su recompra y posterior redenominación por parte del Grupo Cisneros como Venevisión, se instaura en el país un cuadro de competencia en la televisión venezolana. Ante estas circunstancias RCTV estableció políticas publicitarias, ofreciendo la televisión como un medio publicitario atractivo. Sin abandonar el concepto de Radio Rochela, en 1960 se transmite La craneoteca de los genios, su segundo programa humorístico creado por Tito Martínez del Box y el libretista Menéndez Bardón. En 1961, Radio Caracas Televisión (RCTV) realizó la primera experiencia de transmisión de sonido estereofónico en televisión con un programa de variedades conjuntamente con la emisora Radio Caracas Radio.
Ese año, la planta televisiva sufrió un incendio que destruyó parcialmente los estudios. Este incendio afectó casi un 80% de las instalaciones operativas de la planta, pero a pesar de lo sucedido, el día del siniestro salió al aire con una programación de emergencia. Más tarde, el canal ofrece los primeros servicios para la ciudad de Puerto Cabello a través de una antena en la Base Naval. El canal incorpora a sus tecnologías, el 17 de septiembre de 1961, la tecnología de Video Tape.
En 1962 RCTV demuestra el adelanto en materia electrónica que existe en Venezuela, poniendo en funcionamiento el primer selector de imágenes fabricado enteramente en el país. En este mismo año presta sus primeros servicios al estado Táchira y el norte de Santander de la República de Colombia desde la antena en el páramo El Zumbador.
El 24 de agosto de 1963 se realiza la primera transmisión vía microondas, desde las antenas de Curimagua y Maracaibo. Se incorpora el uso del apuntador electrónico. En 1963 durante siete años se transmite cada 17 de diciembre, El ocaso de un sol, unitario que recrea la vida del Libertador. Fue escrito por Alfredo Cortina, protagonizado por el actor peruano Luis Muñoz Lecaro, dirigido por José Antonio Ferrara y presentado por Rubén Darío Villasmil.
En 1964 RCTV estrena nuevos transmisores en las montañas al sudeste de Puerto La Cruz y Barcelona para ofrecer un servicio de alta calidad cubriendo, a través del canal 3 de la Isla de Margarita, a Cumaná, Barcelona, Puerto La Cruz, Puerto Píritu y zonas circunvecinas de los estados Sucre y Anzoátegui. Más tarde inaugura los transmisores de Pico Terepaima, al sur de Barquisimeto, para prestar servicios de calidad en los estados Lara, Yaracuy y Portuguesa a través del canal 3; y el de Maracaibo cubriendo con mejor calidad de imagen y sonido al estado Zulia. En noviembre, desde Pico Zamuro, Trujillo, RCTV transmite su señal a las poblaciones de Trujillo, Valera, Biscucuy, Boconó, Guanare, y zonas circunvecinas.
La Historia de Tres Hermanas, transmitida semanalmente y protagonizada por Eva Blanco, Eva Moreno y Doris Wells, junto a Oscar Martínez, Raúl Amundaray, Tomás Henríquez, América Barrio, Guillermo González y Luis Calderón. En 1965 sale al aire El Derecho de Nacer, telenovela original de Félix B. Caignet con Raúl Amundaray, Conchita Obach y Amalia Pérez Díaz, entre otros. Duró 600 capítulos.
El 16 de mayo de 1965, RCTV pone en servicio el transmisor del teleférico de Mérida, para cubrir el estado. Gracias a este equipo Radio Caracas Televisión cubre la región andina. La cantante Mirla Castellanos, el actor Miguel Ángel Landa y la comediante Gloria Miros marcaron la pauta en el programa humorístico musical titulado Él y Ella. En los años 1960, pese al Reglamento de Radiocomunicaciones vigente, algunos canales aceptan adquisiciones parciales por parte de cadenas televisivas estadounidenses. CBS, compra el 20 % de la participación de RCTV.
El 17 de julio de 1969 se creó el Comité Nacional de Telecomunicaciones organismo rector de las telecomunicaciones en Venezuela y ese día, Radio Caracas Televisión, por medio de su recién instalada antena rastreadora de satélites en Maracaibo, envía a la teleaudiencia venezolana la primera transmisión de televisión internacional en Venezuela: una conferencia de prensa de los astronautas estadounidenses que viajarían a la Luna el día siguiente. Tres días después, Radio Caracas Televisión (RCTV) transmitió, en vivo y directo y de manera exclusiva, la primera visita del hombre a la Luna.

### Década de 1970
En la década de 1970, en Radio Caracas Televisión (RCTV) las telenovelas dejaron de tener media hora de duración para alcanzar una hora completa. Los clásicos más destacados para ese momento fueron El Derecho de nacer de Félix B. Caignet, que duró dos años y que estelarizaron Conchita Obach y Raúl Amundaray; y la Historia de Tres Hermanas, transmitida semanalmente y protagonizada por Eva Blanco, Eva Moreno y Doris Wells, junto a Oscar Martínez, Raúl Amundaray, Tomás Henríquez, América Barrio, Guillermo González y Luis Calderón. Otras telenovelas que impactaron en esos años fueron El Engaño, La Tirana, Cristina, La Usurpadora, La Indomable, Chinita, mi amor, Raquel y La Italianita.
El 31 de mayo de 1970, Radio Caracas Televisión (RCTV) transmitió en vivo y en exclusiva el Mundial de Fútbol desde México, siendo el primer mundial que se veía en directo en la televisión venezolana, pudiéndose ver el gol número 1000 y la consagración del Rey Pelé gracias al satélite. También es la primera vez en que se usan señales cromáticas en la TV nacional. Sin embargo, por exigencia del Gobierno federal, el canal se ve obligado a utilizar filtros electrónicos. Más tarde, RCTV transmitiría también el Mundial Infantil, los Juegos Olímpicos de Múnich 1972 y Montreal 1976 y los Mundiales de Alemania 1974 y Argentina 1978, así como algunos partidos del béisbol y el básquetbol nacional con policromía de manera clandestina, lo que llevó a numerosas amonestaciones por parte de las autoridades.
En 1971, la compañía Teverama Florida C.A. es creada por RCTV y Venevisión para distribuir la producción de ambos canales al extranjero. En 1982 RCTV se separa de esta sociedad y forma Coral Pictures C.A. que años más tarde se transforma en RCTV Internacional Corporation. El 16 de noviembre de ese año se inicia Producciones Cinematográficas Paramaconi, empresa filial de Radio Caracas Televisión especializada en cinematografía.
En 1972, la filial venezolana de la empresa petrolera Creole Petroleum Corporation deshace la sociedad que mantenía con RCTV desde sus inicios y firma nuevo contrato con el canal Cadena Venezolana de Televisión, mudando El Observador Creole a esta empresa. A raíz de ello, RCTV funda su División Informativa y surge su propio espacio de noticias El Observador Venezolano, más tarde conocido solo como El Observador. El 30 de agosto de 1973, RCTV inaugura una estación transmisora en Punta de Mulatos, entre La Guaira y Macuto, para ofrecer recepción mejorada al público de la zona del Litoral.
El 23 de junio de 1974 RCTV lleva sus primeras señales a Ciudad Bolívar, a través del canal 3, y en julio a Puerto Ordaz, por el canal 2. En 1974, el canal incursiona en la producción de televisión a color, cuando presenta la adaptación realizada por el dramaturgo José Ignacio Cabrujas de la novela Doña Bárbara, del escritor venezolano Rómulo Gallegos. Esta producción fue la primera telenovela venezolana que se transmitió en Europa. Canaima y Cantaclaro completarían la llamada "trilogía de Gallegos".
En 1975 RCTV inicia la comercialización internacional de sus programas, creando Proyecciones Orinoco, que posteriormente se convertiría en Coral Pictures. Algunos de estos programas fueron traducidos a más de 15 idiomas y transmitidos en más de 40 países. El 31 de marzo de 1976, RCTV fue cerrado por 72 horas por el gobierno de Carlos Andrés Pérez, debido a la divulgación de informaciones exclusivas acerca del secuestro del industrial estadounidense, William Niehous.
En 1977, RCTV siguió adaptando novelas de Rómulo Gallegos y otros escritores venezolanos como Guillermo Meneses, con títulos como La Trepadora, Pobre Negro, Canaima, Sobre la misma tierra y La Balandra Isabel llegó esta tarde. Durante aquel año, la televisora también desarrolla historias relativas a los cambios sociales que se vivían en aquella época, bajo el rótulo de "telenovela cultural" con La hija de Juana Crespo y luego La Señora de Cárdenas, cuyas tramas lidiaban tanto con el deseo de la superación económica y profesional como con la infidelidad y las turbulencias en el matrimonio. Tras el éxito de La Hija de Juana Crespo, RCTV dejó de lado las adaptaciones para la televisión para concentrarse en este nuevo formato. Sin embargo en 1978, RCTV presentó La Fiera, telenovela que fue una adaptación al ambiente venezolano de la novela Los hermanos Karamazov, del escritor ruso Fiodor Dostoievski y que también fuera grabada a colores.
El 5 de enero de 1978, se incendiaron por segunda vez las instalaciones de Radio Caracas Televisión, dejando pérdidas materiales, en especial de cintas de archivo de programas históricos, tales como los conducidos por Renny Ottolina ("El Show de Renny" y "Renny presenta"), así como las primeras transmisiones de Radio Rochela de 1959 a 1978. También ese año, en alianza con Telemundo y posteriormente con Telecadena Pérez Perry, ambas de Puerto Rico comienzan la producción conjunta de telenovelas. El 15 de noviembre de 1978 nace la Fundación Academia Nacional de Ciencias y Artes del Cine y la Televisión, creada por William H. Phelps en la cual RCTV tuvo amplia participación.
En 1979 sale al aire Estefanía, otra producción grabada en color, protagonizada, entre otros artistas como José Luis Rodríguez y Pierina España. Antes de finalizar el año, y luego de casi una década de emisiones clandestinas y amonestaciones, el 1 de diciembre de 1979, Radio Caracas Televisión, recibe autorización para transmitir su programación a colores, bajo el estándar NTSC adoptado por el gobierno de entonces. Una semana después, produce y transmite con esta nueva tecnología un espectáculo musical: El 8º Festival de la OTI, el cual lo hace en conjunto con Venevisión para lograr una mayor cobertura en territorio venezolano.

### Década de 1980
En esta década, fue producido el Ciclo de Oro de Rómulo Gallegos, basado en cuentos cortos de este escritor y telenovelas tales como Leonela, Topacio, Cristal y La Dama de Rosa. RCTV también presentó las series Gómez I y Gómez II, del dramaturgo José Ignacio Cabrujas que narraron la historia del dictador Juan Vicente Gómez interpretado por el primer actor Rafael Briceño. La presentación de estas series originaron una demanda de 15 millones de bolívares de la época en contra de José Ignacio Cabrujas y de RCTV, introducida por los hijos y la esposa del fallecido dictador alegando que la producción estaba plagada de errores históricos y “lesiona el patrimonio moral de la familia y (los) descendientes del general Gómez”.
Nuevas suspensiones de las transmisiones de RCTV, fueron ordenadas por el gobierno de Luis Herrera Campíns: en 1980, por 36 horas, por transmitir "narraciones sensacionalistas, cuadros sombríos, y relatos de hechos poco edificantes", como se estableció en la sanción; Marcel Granier explicó en 2009 ante la Corte Interamericana de Derechos Humanos que dicha información no era sensacionalista, debido a que un equipo de investigación de El Observador Venezolano, el noticiero principal de Radio Caracas, había descubierto que en el Hospital de Niños Excepcionales de Catia La Mar había un grupo de niños amarrados a sus camas y cunas, con cadenas y a quienes no se les permitía salir, no eran alimentados ni recibían cariño. Granier continúa explicando que Radio Caracas Televisión informó a las autoridades, las cuales se negaron a tomar cartas en el asunto e intentaron impedir la transmisión del caso. Corriendo el riesgo, RCTV y Eladio Lárez decidieron transmitir la información a través del programa Alerta. En 1981 son suspendidas por 24 horas por la difusión de “una cinta de corte pornográfico”; luego de un comercial de un refresco, se difundieron tres segundos de una escena pornográfica en medio de un programa infantil. Nunca se pudo determinar el responsable del incidente, pero se manejó la hipótesis de un sabotaje interno.
En 1981 se inician las transmisiones de los espacios Dimensión humana y Clásicos dominicales. El primero fue un conjunto de programas conducidos por el presentador Napoleón Bravo que reflejaban la situación del país, mientras que Clásicos dominicales fue un espacio dedicado a la música académica universal inicialmente conducido por Eladio Lárez, luego por María Cristina Newman y finalmente por la músico Isabel Palacios.
En 1983 RCTV inicia el espacio de televisión participativa A puerta cerrada, conducido inicialmente por el periodista Nelson Bocaranda y luego por la también periodista Marietta Santana, el cual se mantuvo al aire durante 14 años. Al principio era un segmento del maratónico matutino Lo De Hoy (por lo que llevaba el nombre Lo De Hoy A Puerta Cerrada) y desde 1987 pasa a ser un espacio independiente. Ese mismo año, el espacio de noticias cambia su nombre a El Observador, el cual se mantuvo hasta el final de sus transmisiones en 2012.

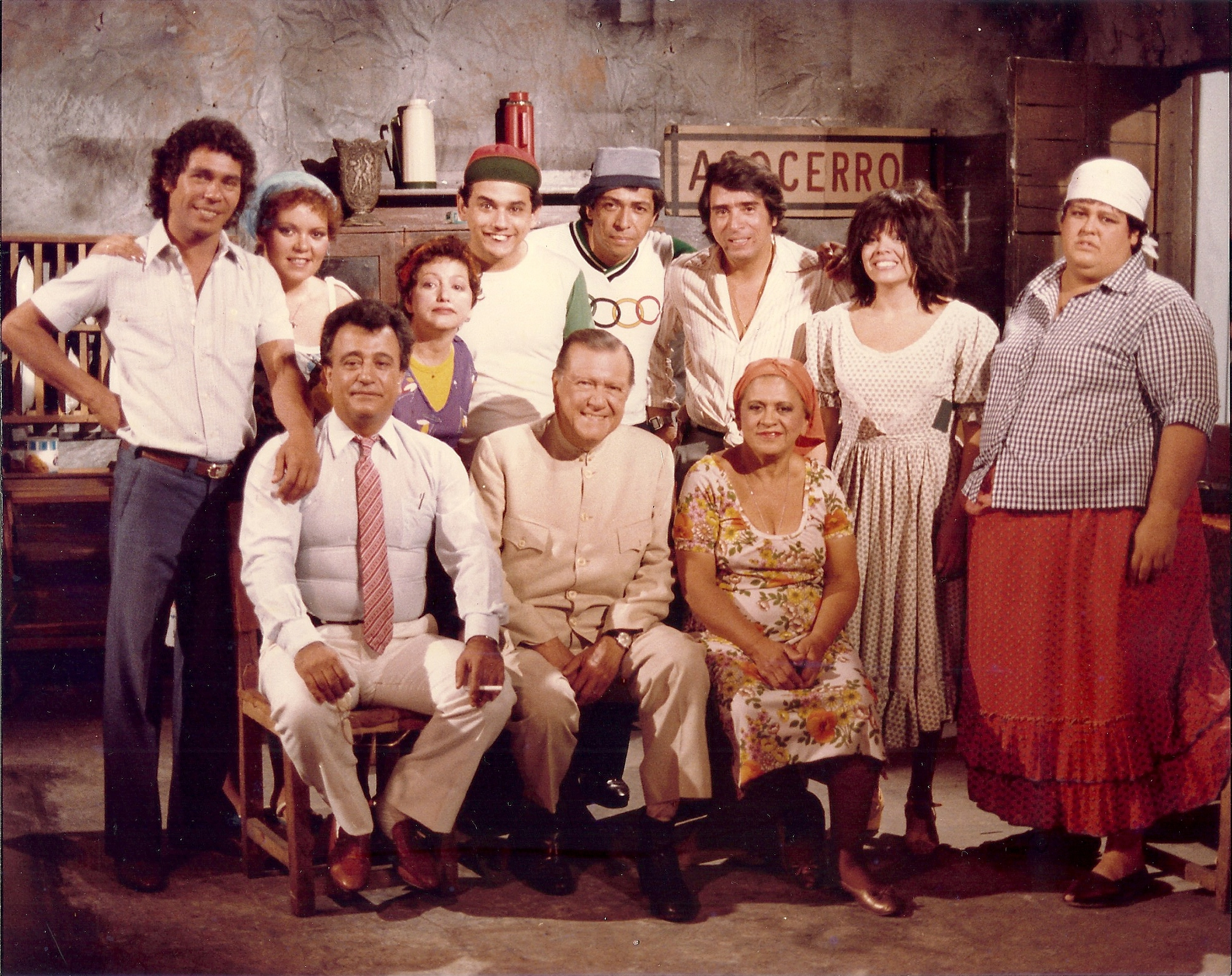
Rafael Caldera en el programa de RCTV Radio Rochela.

En 1984 el canal fue amonestado por "ridiculizar en forma humillante” en el espacio Radio Rochela al entonces presidente y a su esposa. En 1986 sale al aire Expedición, la primera serie ecológica y conservacionista producida en Venezuela y que convirtió a RCTV en el canal pionero en este género. Este espacio fue vendido en Estados Unidos, España y Japón.
En 1987, Radio Caracas Televisión cambió de sede mudándose a la urbanización Los Cortijos de Lourdes, al este de Caracas, donde se mantuvo hasta 1996, cuando regresó a Quinta Crespo.
En 1989, RCTV y todos los canales privados (incluidos Venevisión y Televen) fueron sancionados con un cierre de 24 horas por orden del gobierno de Carlos Andrés Pérez por transmitir publicidad velada de marcas de cigarrillos como Fortuna, Belmont e Ideal, contraviniendo la Resolución 1029 que lo prohibía taxativamente.

### Década de 1990

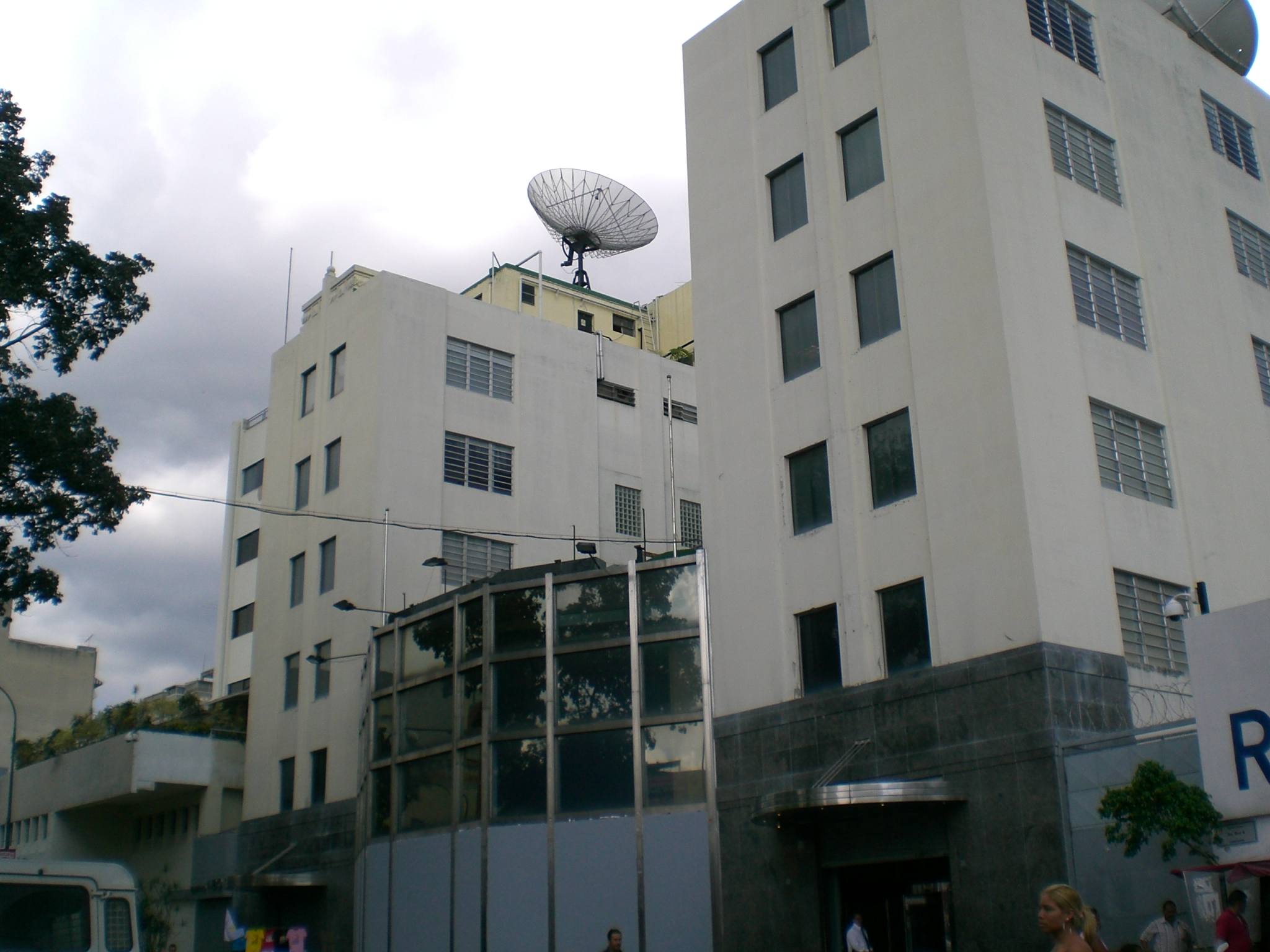
Instalaciones principales de Radio Caracas Televisión en Caracas.

Durante los primeros años de los años 1990, Radio Caracas Televisión (RCTV) desarrolló programas unitarios, algunos de ellos basados en la recreación de hechos reales, otros, constituían la puesta en pantalla de cuentos y novelas cortas de autores conocidos. En 1991 RCTV se convierte en el primer canal en utilizar el sistema de edición Off line o Fuera de línea.
El 3 de junio de 1992, en medio de una fuerte situación político social, RCTV presentó la telenovela Por estas calles, del escritor Ibsen Martínez, la cual estuvo al aire hasta el 30 de agosto de 1994, por lo que es la única telenovela con 1342 transmisiones (2 años, 2 meses y 27 días). Los libretos se alimentaban del acontecer diario. La protagonizaron Marialejandra Martín, Franklin Virgüez, Gledys Ibarra, Aroldo Betancourt, Héctor Mayerston, Carlota Sosa, Carlos Villamizar, Roberto Lamarca y Roberto Moll. Cabe destacar que la transmisión de un capítulo en medio de un encuentro clave de la serie semifinal de la LVBP en enero de 1993 significó la pérdida de los derechos de transmisión de la misma, lo cual motivó que la liga firmara contratos con Venevisión y Televen ese mismo año.    
En 1993 por primera vez, RCTV presentó una telenovela que combinó dibujos animados con actores reales, titulada Dulce ilusión basada en una adaptación del cuento La Cenicienta. En 1995, con el objetivo de obtener mayor nitidez y resolución en los colores, RCTV inaugura el primer estudio que utiliza tecnología de Vídeo Componente y sustituye el uso señal analógica para la producción de programación por señal digital.
El 9 de noviembre de 1996, la empresa sufre un cambio en su identidad corporativa, reemplazando el tradicional logotipo de los dos cuadrados negro y blanco con el león y el escudo de Santiago de León de Caracas por otro nuevo similar al anterior hecho con tres trazos con los colores de la bandera nacional de Venezuela y cuatro esferas azules, con las iniciales RCTV. Antes de este cambio de logo, tuvo por unas semanas, uno con solo las iniciales del canal, con dos variantes en las tipografías. Previamente, se había dejado entrever entre julio y agosto de ese mismo año en medio de la transmisión de los Juegos Olímpicos de Atlanta. 
En 1997 RCTV se convierte en el primer canal latinoamericano que automatiza los servicios informativos, desde la redacción de contenidos hasta la salida al aire, para lo cual adopta el formato DVC Pro. En 1999 se adopta el Betacam Digital y se introduce la técnica cinematográfica en la iluminación de exteriores.

### Década de 2000

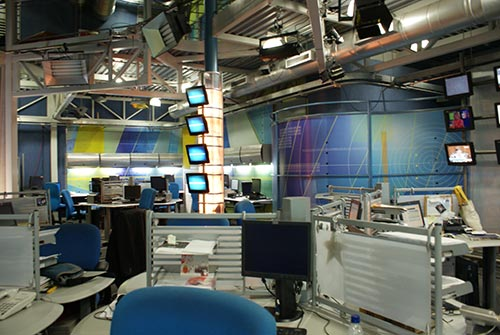
El Centro Nacional de Noticias de RCTV.

Durante la década de 2000 el canal realizaría exitosas telenovelas como Mis 3 hermanas, Juana, la virgen, La mujer de Judas, Mi gorda bella, Trapos íntimos, Estrambótica Anastasia, Mi prima Ciela, Pura Pinta, Toda una dama y La Trepadora.
En el segundo semestre del año 2000, el canal adquiere a las empresas inglesas ITV, y obtiene el derecho de transmitir su primer programa de concursos de franquicia: ¿Quién quiere ser millonario?, el cual inicia sus transmisiones el día 23 de agosto de 2000.
RCTV inauguró el 18 de julio de 2005, su Centro Nacional de Noticias en su sede de Quinta Crespo, en Caracas que contó con estudios equipados con tecnología avanzada, una Sala de Prensa con 35 estaciones de trabajo, 10 cabinas de edición, 10 estaciones de visualización, un departamento de Digitalización, una sala gráfica, una sala para la recepción de satélite y microondas. Este estudio en parte era para el uso del noticiero El Observador.
El 15 de diciembre de 2006, Radio Caracas Televisión incursiona en una nueva actividad comercial al inaugurar la tienda Tu Tienda RCTV en las instalaciones de la distribuidora de grabaciones Recordland de Caracas para que el público adquiriera productos diversos relacionados con la marca de la estación televisiva.

### Década de 2010
El 20 de octubre de 2013, RCTV crea su blog oficial en el cual se publican series, programas y telenovelas transmitidas por el canal entre los años 1953 y 2010, tales como: Mi gorda bella, Mis 3 hermanas, La Inolvidable, Trapos íntimos, María de los Ángeles o Amor a palos, programas como Archivos del Más Allá, el programa humorístico Radio Rochela y el programa de cámara escondida Loco video loco forman parte del contenido del blog, aparte de ello en el mismo se publican noticias relacionadas con RCTV, al mundo del entretenimiento y del acontecer en Venezuela y el Mundo.
El 7 de septiembre de 2015, la Corte Interamericana de Derechos Humanos (CIDH) condenó al Estado venezolano y le ordenó restablecer la frecuencia a Radio Caracas Televisión, alegando que "En el presente caso se configuró una restricción indirecta al ejercicio del derecho a la libertad de expresión producida por la utilización de medios encaminados a impedir la comunicación y circulación de las ideas y opiniones". Por otra parte, sentencian que "el Estado debe tomar las medidas necesarias a fin de garantizar que todos los futuros procesos de asignación y renovación de frecuencias de radio y televisión que se lleven a cabo, sean conducidos de manera abierta, independiente, transparente y pueda incursionar a la televisión digital terrestre". Hasta la fecha, el gobierno venezolano ha ignorando la decisión
El 23 de enero de 2019, el parcialmente reconocido presidente encargado de Venezuela, Juan Guaidó, tras hablar de la ayuda humanitaria que entraría próximamente al país, aprovechó la oportunidad de prometer el regreso de RCTV, diciendo: «Como que va a reabrir RCTV muy pronto. No solamente va a reabrir un canal al que todos le tienen tanto cariño, pero también volverán las producciones de dramáticos que generaban empleos, entretenimiento, a la familia, la Rochela…». Días después de este anuncio, en una rueda de prensa convocada por el partido Voluntad Popular, se pudo ver uno de los foros amarillos con el logo de RCTV, los cuales eran utilizados por los periodistas de El Observador.[cita requerida] Sin embargo, la reapertura del canal nunca se concretó y a comienzos de 2020 hasta finales de 2021 estuvo disponible solamente en plataformas digitales bajo su propia aplicación y sitio web RCTV Play.

### Década de 2020
En diciembre de 2021, circularon rumores en redes sociales y páginas web de que Radio Caracas Televisión saldría al aire con nueva sede en Miami, Estados Unidos. Sin embargo, los rumores fueron desmentidos días posteriores por directivos cercanos al canal. En febrero de 2022, surgió un rumor sobre la posible compra de RCTV a Winston Vallenilla, persona clave de TVES, canal estatal que reemplazó al canal privado tras su cese de transmisiones en 2007.

## Cierre del canal
El 28 de diciembre de 2006, el presidente Hugo Chávez informó que no renovaría la concesión de RCTV, la cual terminaría el día 27 de mayo de 2007. El mandatario sostuvo que la negativa a la renovación se debió a la supuesta posición tomada por RCTV durante el golpe de Estado en Venezuela de 2002 y por su respaldo al paro petrolero. A todo esto, RCTV responde "¡No nos callarán!"
Cuando el gobierno notificó al canal que la concesión para su señal de emisión abierta vencía en 2007 y que no sería renovada, RCTV y el canal noticioso venezolano Globovisión acusaron al gobierno de cerrar el canal. Para respaldar esta aseveración, los directivos alegaron que la concesión no se vencía hasta el año 2021, pero esta interpretación no fue compartida por el gobierno venezolano, que declaró que la concesión se vencía en 2007. La oposición venezolana hizo eco del primer punto de vista, y realizaron movimientos de calle para rechazar la medida tomada por el Gobierno de Chávez, con el grito «Un corazón que grita», «Un amigo es para siempre» y el aclamado «Libertad de expresión»

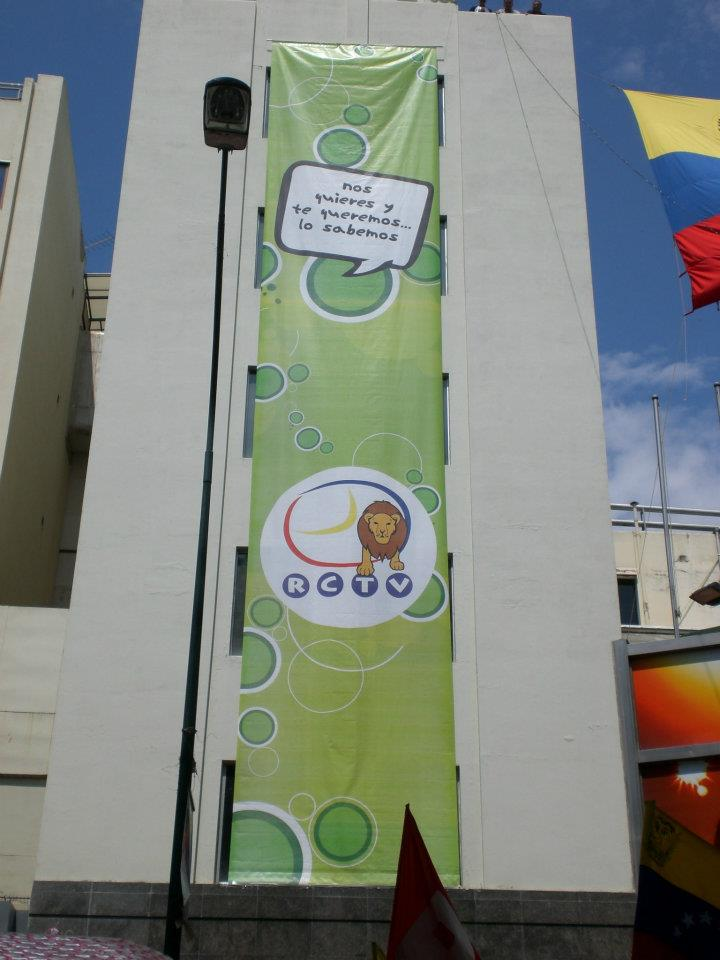
Protestas de no cerrar el canal.

A las 11:55 de la noche del domingo 27 de mayo de 2007 mostraban un vídeo en el cual sus empleados, actores y otras figuras cantaban el Himno Nacional de Venezuela para despedirse del canal después de 53 años en el aire.
A las 11:59 de la noche del domingo 27 de mayo de 2007, RCTV finalizó sus transmisiones. Inmediatamente luego de extinguirse la señal del canal, el gobierno expropió los equipos de transmisión de la emisora para pasar a transmitir, pocos minutos después, la señal de un nuevo canal estatal de servicio público llamado TVES. Después de este hecho, RCTV reanudó operaciones a través de sistemas de televisión por suscripción en julio de 2007, bajo el nombre de RCTV Internacional.

### RCTV Internacional
Al no serle renovada su concesión para transmitir en señal abierta, el canal adoptó el nombre de RCTV Internacional y regresó a través de los sistemas de televisión por suscripción venezolanos el 16 de julio de 2007 para continuar con la producción y difusión de espacios dramáticos.
En noviembre de 2009, RCTV Internacional fue galardonada con el premio Canal de televisión del Año otorgado por la emisora radial caraqueña 99.1 FM Frecuencia Mágica La emisión de RCTV Internacional terminó el 24 de enero de 2010 por orden de CONATEL, ya que según este organismo, la empresa no cumplió con la Ley de Responsabilidad Social en Radio y Televisión al no transmitir mensajes oficiales del gobierno venezolano.
El 22 de febrero de 2010, el presidente de las Empresas 1BC, Marcel Granier, aseguró que RCTV Internacional fue inscrita, "bajo protesta", como un "productor nacional" y con su identidad cambiada a RCTV Nacional. El 5 de marzo, CONATEL dictó una Providencia Administrativa, que rechazó la solicitud de inscripción en el Registro de Prestadores de Servicios de Producción Nacional Audiovisual de Venezuela por parte de la empresa.
El 25 de noviembre de 2010 el Tribunal Supremo de Justicia (TSJ) declaró improcedente un recurso solicitado por RCTV Internacional para ser considerada como cadena nacional o Productora de Televisión y retomar su señal al aire. La señal no regresó a las empresas de televisión por suscripción.

### RCTV Mundo
El 22 de febrero de 2010 el presidente de las Empresas 1BC, Marcel Granier, anunció el lanzamiento de un nuevo canal por suscripción denominado RCTV Mundo, además dijo que los abogados de la televisora están inscribiendo en CONATEL a RCTV Internacional como Productor Nacional Audiovisual, como demanda la ley.[cita requerida]
Según Granier el objetivo sería mantener la producción venezolana a través de RCTV Internacional, que aceptó "bajo protesta" la calificación de producción nacional como estableció CONATEL. Mientras, que por RCTV Mundo buscaría afianzarse en la plataforma internacional. RCTV Mundo transmitiría 71% producción internacional y 29% nacional.[cita requerida]

### RCTV International Corporation
Actualmente RCTV funge como casa productora, en donde se realizan programas para otras cadenas tales como Televen y Meridiano Televisión, además de asociarse con R.T.I. Producciones de Colombia, Telemundo de Estados Unidos y la mexicana-estadounidense TelevisaUnivision. En 2015 produciría en sus estudios una novela de manera independiente, esta se titula Piel salvaje, adaptación de La fiera, mientras que para el año 2016 produciría Corazón traicionado.

## Streaming
El 5 de julio de 2020, RCTV anunció que su programación regresaría, pero en forma de aplicación y bajo modalidad de streaming, siendo lanzada la aplicación RCTV Play. El presidente de RCTV, Marcel Granier, indicó que esta propuesta nació porque saben que el contenido que ha producido RCTV a lo largo de su trayectoria supone un valor «extraordinario». Granier se refirió a que "hemos decidido traerlo de vuelta digitalmente y acompañado de nuevo contenido original. Junto a nuestros socios de Streann Media, estamos seguros de que brindaremos a nuestros usuarios hispanos una experiencia única». El contenido de la aplicación de RCTV se compone por más de 22000 horas de telenovelas, 13000 horas que corresponden a programas de entretenimiento y variedades, junto con 7000 horas de noticias y programas de opinión.
La aplicación era gratuita, financiada mediante anuncios publicitarios, está funcionó desde su lanzamiento hasta el mes de diciembre de 2021, cuando el presidente de RCTV, Eladio Lárez, anunció que RCTV Producciones se asocia con varias plataformas de streaming para transmitir su programación. Después de dicho anuncio, el sitio web de streaming de RCTV quedó inactivo a la par con sus aplicaciones de App Store de Apple y Play Store de Google. Las plataformas de streaming que se asociaron con RCTV varían de disponibilidad según la región, siendo:
| Región         | Servicios de streaming                                                                                 |
| -------------- | --- |
| Estados Unidos | - Vix - Prende TV - Tubi - Canela TV                                                                   |
| Hispanoamérica | - Vix - Pluto TV (desde hace varios meses antes del anuncio). - Tubi - Amazon Prime Video - Hispano TV |

## Productoras asociadas
- RCTV Producciones
- Sony Pictures Television
- RTI Producciones
- Televen
- Caracol Televisión
- RCN Televisión
- TV Azteca
- Antena 3
- Nova
- Amazon Prime Video
- Rede Globo

## Logotipos

1953 - 1970
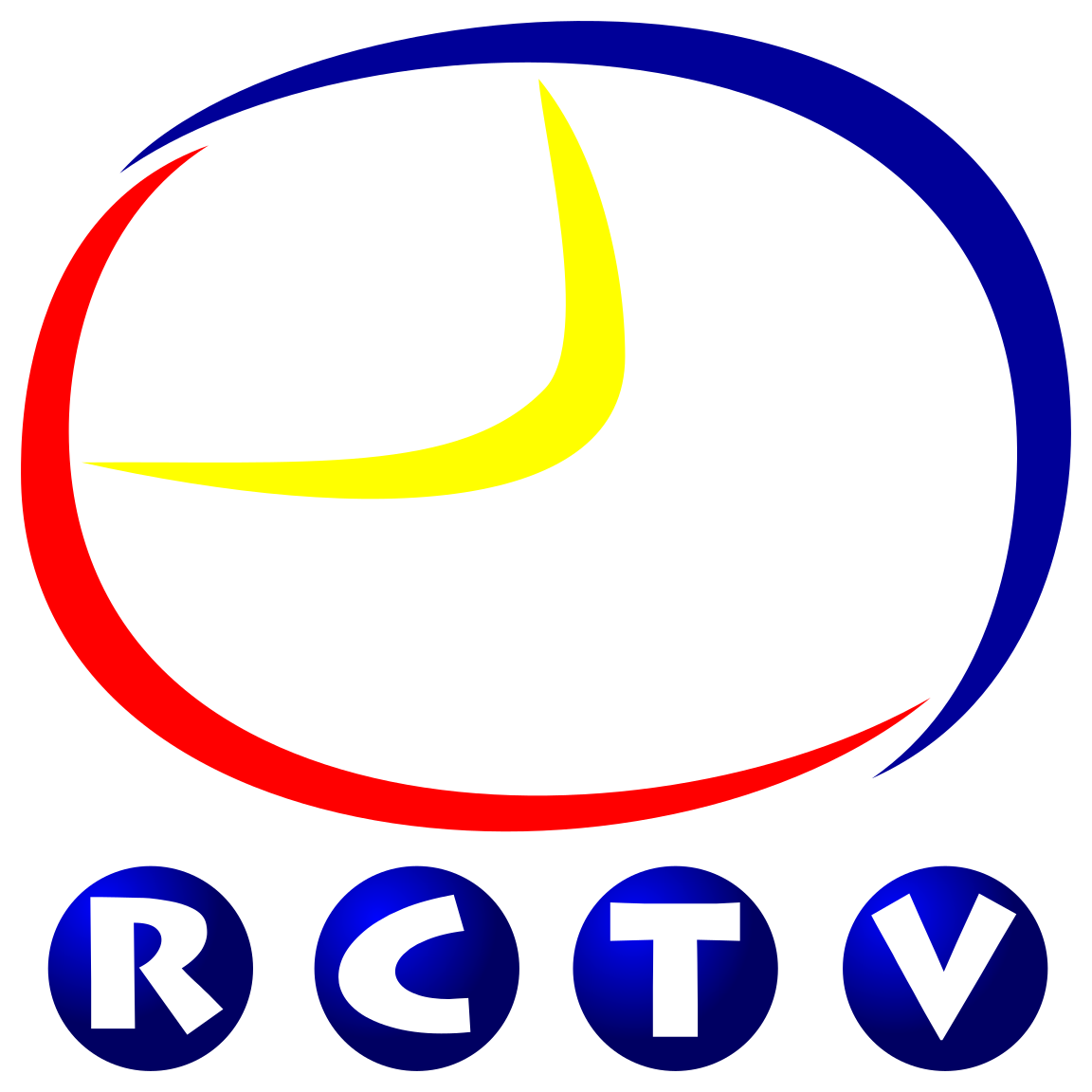
1996 - Hasta su cese de emisiones en 2007

## Eslóganes
RCTV ha cambiado de eslogan en diferentes oportunidades durante su historia. Algunos de ellos incluyen
| Años      | Lemas |
| --------- | --- |
| 1956-1981 | "No hay dos como el 2" |
| 1981-1983 | "RCTV La Número 1" |
| 1984-1987 | "En RCTV hay más estrellas que en el cielo" "Como debe ser"                                                                   |
| 1988-1989 | "Inseparables" "Supremacía total"                                                                                             |
| 1990-1991 | "La Televisión" "La Televisión... Porque para nosotros el número uno es usted" "El canal del 90" "El canal que se siente más" |
| 1991-1992 | "La Televisión... Por siempre Radio Caracas"                                                                                  |
| 1992-1993 | "La Televisión... orgullosos de lo nuestro"                                                                                   |
| 1993-1994 | "Siga con Radio Caracas... La Televisión" "Usted siente la diferencia" "40 Años, Historia y Vanguardia"                       |
| 1994-1995 | "La Televisión, Radio Caracas"                                                                                                |
| 1995-1996 | "Somos La Televisión... como debe ser"                                                                                        |
| 1996-1997 | "Somos su mejor elección" |
| 1997      | "La televisión que usted quiere"                                                                                              |
| 1998      | "Donde tú te ves" "El canal de los que saben de futbol"                                                                       |
| 1999      | "Alegría y Optimismo... RCTV"                                                                                                 |
| 2000      | "Somos RCTV" "Y queremos darte más"                                                                                           |
| 2000-2001 | "Puro corazón que se ve" "Somos lo que tu quieres ver"                                                                        |
| 2002      | "Todo por ti" |
| 2003      | "Te siente, te ve" "50 Resteados"                                                                                             |
| 2004-2005 | "Como te dé la gana" "Así es como es" "Pa' 'lante es pa' allá"                                                                |
| 2006      | "Tenemos con que" "53 Aniversario"                                                                                            |
| 2007      | "Un amigo es para siempre" "Alto pana, 'ta contigo"                                                                           |
| 2008      | "Donde nos pongan, la pegamos" "1 Con Todo"                                                                                   |
| 2009      | "R.C.T.V." |
| 2010      | "RCTV Internacional: Marca el Paso"                                                                                           |